# The Rock 'n' Sock Connection
La Rock 'n' Sock Connection è stato un tag team di wrestling, attivo nella WWE  dal 1999 al 2000 e brevemente nel 2004, formato da The Rock e Mankind.

## Storia
L'alleanza cominciò con l'aspro feud di The Rock contro Big Show e The Undertaker, che vide il People's Champ chiedere aiuto all'Hardcore Legend. I Rock 'n' Sock Connection vinsero quel match grazie ad un doppio People's Elbow e si laurearono campioni di coppia per la prima volta. Persero le loro cinture il 7 settembre 1999 a Smackdown! in un Buried Alive Match di nuovo contro Big Show e The Undertaker a causa dell'interferenza di Triple H. Tuttavia due settimane più tardi, il 20 settembre, Rocky e Mankind riconquistarono i titoli di coppia per la seconda volta in un Dark Side Rules contro Big Show, Mideon e Viscera. Soltanto tre giorni dopo però, i Rock 'n' Sock Connection persero le cinture, questa volta a favore dei New Age Outlaws. Qualche giorno dopo fu mandato in onda, durante una puntata di "Raw Is War", il segmento intitolato "This Is Your Life!", in cui Mankind riportava "in vita" persone del passato di The Rock come i suoi professori o la sua prima fidanzata, attraverso foto o filmati. Questo segmento raggiunse il rating di 8.4, che è il picco di audience raggiunto da uno show settimanale di wrestling.
Il 14 ottobre 1999 i Rock 'n' Sock Connection vinsero per la terza ed ultima volta i WWF World Tag Team Titles contro i New Age Outlaws. Quattro giorni dopo a Smackdown, Rocky e l'Hardcore Legend difesero i titoli contro i The Holly Cousins. Dopo il match Foley regalò una copia autografata del suo libro, Have A Nice Day!, a The Rock, ma successivamente il libro fu ritrovato nella spazzatura da Foley stesso. Deluso dal comportamento di Rocky, nell'incontro successivo valevole per i WWF World Tag Team Titles, Foley si rifiutò di combattere e per protesta si sedette sulle scale di ferro nell'apron, lasciando così il suo partner in balia di Hardcore (Hardcore Holly), Crash Holly e Triple H, intervenuto dall'esterno, facendo loro perdere le cinture di coppia.
Foley e The Rock allora iniziarono un feud, fino a quando Mick non scoprì che a buttare la copia autografata del libro non fu Rock bensì Al Snow. I Rock 'n' Sock Connection si riunirono per combattere contro il team McMahon-Helmsley ma Triple H, allora WWF Champion, stipulò un pink slip on a pole match tra Rocky e Foley, dove chi avesse perso sarebbe stato licenziato (kayfabe). A perdere la contesa fu Mankind, che così fu costretto a lasciare la federazione. Nonostante ciò, pochi giorni dopo, The Rock durante un'intervista difese l'operato di Mankind all'interno della federazione accusando il team McMahon-Helmsley di abuso di potere, così, qualche settimana dopo, in una puntata di Monday Night Raw Rocky radunò tutte le superstar della WWF chiedendo il reintegro di Foley. Triple H rispettò questa decisione e riassunse Mankind che tornò sul ring della WWF.
I Rock 'n' Sock Connection si sciolsero nel marzo 2000 quando Foley si ritirò e Rock iniziò la sua carriera cinematografica.

## Reunion (2004)
Nel 2004 i Rock 'n' Sock Connection ritornarono su un ring WWE riunendosi a Wrestlemania XX, quando presero parte ad un handicap match 3 vs 2 contro i membri dell'Evolution Randy Orton, Batista e Ric Flair. Tuttavia The Rock e Mankind persero il match a causa di un RKO di Randy Orton su Mankind che sancì loro la sconfitta. Il 2 maggio 2011 sono circolate voci che parlavano di un ritorno di Foley alla WWE e di una possibile riunione con The Rock come Rock 'n' Sock Connection per il compleanno di Rocky, cosa che non è accaduta. Il 14 novembre 2011 Mankind venne confermato in un episodio speciale di 3 ore di RAW, intitolato "Rock Reunion", e si parlava di una possibile reunion dei Rock 'n' Sock Connection, prima del ritorno di The Rock sul ring di Survivor Series. Tuttavia Rocky apparì soltanto quando effettuò su Foley una Rock Bottom per poi andarsene.
Durante il ventesimo anniversario di Raw The Rock incontrò Mankind: i due si salutarono e si abbracciarono prima di essere interrotti da Vickie Guerrero. Foley fu perplesso riguardo al comportamento di Rock, il quale non era intervenuto per difenderlo contro Vickie, ma il People's Champ gli disse di non preoccuparsi e di seguire il concerto che Rocky avrebbe tenuto successivamente.

## Nel wrestling

### Mosse finali Tag Team
- Double People's Elbow (entrambi i membri eseguono una People's Elbow)
- Rock 'n' Sock Combination (Mandible Claw eseguita durante una Rock Bottom o una Spinebuster e poi una People's Elbow)

### Mosse finali di The Rock
- Rock Bottom
- People's Elbow

### Mosse finali di Mick Foley
- Double underhook DDT
- Mandible Claw

## Titoli e riconoscimenti
- WWF Tag Team Championship (3)